# Sérgio Lopes (rukometaš)
Sérgio Lopes (21. kolovoza 1983.) je angolski rukometaš. Nastupa za tuniški Association Sportive d'Hammamet H.C. i angolsku reprezentaciju.
Natjecao se na Svjetskom prvenstvu u Francuskoj 2017., gdje je reprezentacija Angole završila na 24. mjestu.
S reprezentacijom je osvojio brončanu medalju na afričkom prvenatvu u  Egiptu 2016.
Za Association Sportive d'Hammamet H.C. je 2017. potpisao jednogodišnji ugovor.